# Вброс бюллетеней

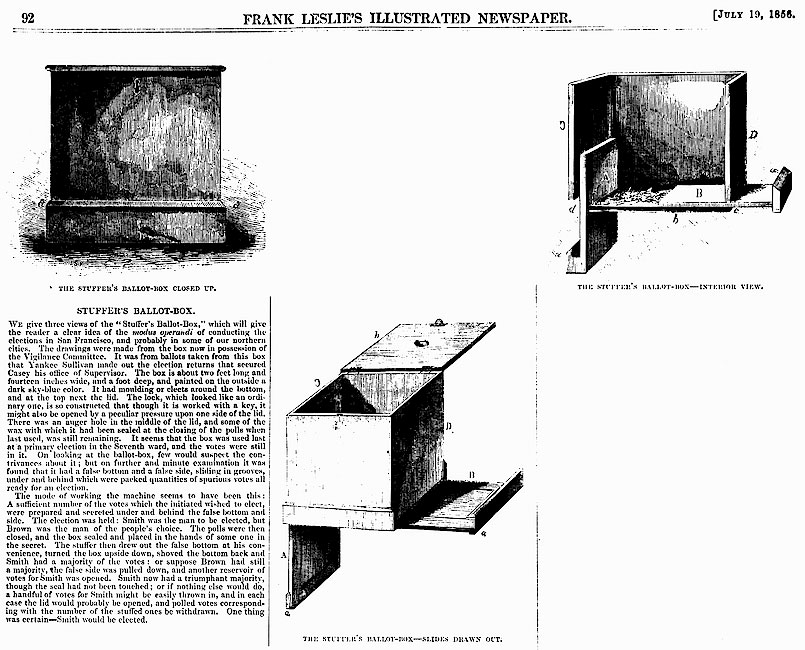
Конструкция урны для голосования, позволяющая удобно вбрасывать бюллетени. США, 1856

Вбро́с избира́тельных бюллете́ней — метод фальсификации результатов голосования, заключающийся в намеренном помещении избирателем бюллетеней в избирательный ящик в количестве, превышающем допустимое на данных выборах или референдуме с целью повлиять на итоги голосования.

## Описание метода
С целью оказания влияния на результаты голосования на выборах или референдуме, гражданин, получив недопустимое количество бюллетеней (в зависимости от типа выборов, как правило, более одного) на руки, в нарушение закона опускает их в избирательный ящик. Во вбрасываемых бюллетенях проставляются отметки за кандидата, в пользу которого производится вброс. 
Поскольку факт вброса бюллетеней достаточно легко определить по несоответствию числа выданных на избирательном участке бюллетеней с их количеством в урне, для сокрытия вброса могут применяться различные технологии фальсификации, в частности подделка в списках избирателей подписей граждан, не пришедших на выборы, или подделка подписей умерших людей или многократным голосованием по открепительным удостоверениям.
Вбросы бюллетеней для голосования могут быть характерны не только для всеобщих выборов, но и во время тайного голосования депутатов в парламенте с использованием бумажных бюллетеней.

## Борьба со вбросами
Для предотвращения нарушений подобного рода на избирательных участках желательно присутствие независимых наблюдателей, ведущих тщательный учёт выданных бюллетеней. Нередко ими ведутся свои списки учёта пришедших на выборы избирателей для недопущения подделок подписей граждан в соответствующих книжках членами участковых избирательных комиссий.

### Россия
В России для предотвращения возможных нарушений при голосовании применяются меры, направленные на борьбу с подобными манипуляциями бюллетенями со стороны членов участковых избирательных комиссий.
Для борьбы со вбросами бюллетеней председатель российской политической партии «Справедливая Россия» Сергей Миронов в августе 2011 года предложил президенту России Дмитрию Медведеву оборудовать все избирательные участки веб-камерами. По личному распоряжению председателя Правительства России Владимира Путина в декабре 2011 года к президентским выборам 2012 года все участки были оборудованы веб-камерами.
Кроме того, для борьбы с аналогичными нарушениями применяются электронные средства подсчёта голосов, исполняющие роль избирательных ящиков — КОИБ, которые принимают бюллетени только по одному. Однако эти устройства, согласно ряду экспертных мнений, уязвимы для других способов и технологий фальсификации.
Превышение числа бюллетеней в урне над числом выданных, как правило, свидетельствует о вбросе. В случае, если это превышение значительно, и нарушение было чётко зафиксировано веб-камерами, результаты голосования на избирательном участке могут быть отменены вышестоящими избирательными комиссиями.
В случае массового вброса в урне при подсчёте голосов можно обнаружить пачки бюллетеней, вложенных один в другой.
Примеры
- На выборах в Государственную Думу России 2011 года были предотвращены некоторые из попыток вброса бюллетеней с голосами за, как утверждается новостными источниками, политическую партию «Единая Россия»[10][11][12][13][14][15]. Выборы привлекли внимание российской общественности и явились причиной начала протестных движений в России 2011—2013 годов. Вбросы бюллетеней за партию происходили и в другие годы[16][17].
- На выборах в Государственную Думу России 2016 года при помощи системы видеонаблюдения фиксировались случаи вброса бюллетеней. Например, вброс был выявлен на одном из избирательных участков Ростова-на-Дону, а позже результаты голосования на участке были отменены[18][19] .
- На выборах президента Российской Федерации 2018 года при помощи системы видеонаблюдения были зафиксированы случаи вброса бюллетеней, а на нескольких избирательных участках результаты голосования были отменены[7][8][20].

### США
В ходе муниципальных выборов 1924 года в г. Сисеро (Иллинойс) имела место фальсифицикация выборов (в том числе путем вброса) группировкой итальянской мафии под руководством А. Капоне.